# Autoroute GC-3 (Espagne)
La GC-3, appelée aussi Circunvalación de Las Palmas de Gran Canaria, est une autoroute autonome appartenant aux Îles Canaries qui est destinée à contourner Las Palmas de Gran Canaria, sur l'île de Grande Canarie par le sud en desservant les différentes zones de la capitale.

En effet, elle permet de desservir toutes les villes et les industries situées au sud de Las Palmas.

## Tracé

### Tenoya-GC-1
- 9 Tamaraceite - Teror - San Lozerno
- 8 Las Torres - Guanarteme
- 7 Almatriche - Siete Palmas - cimetière de San Lazaro - Centre commercial
- Échangeur entre  GC-23 et  GC-3
- 7 Lomo Blanco - San Roque - Université - Tarifa
- Échangeur entre  GC-3 et  GC-31 (Vegueta)
- 5 Pedro - Hidalgo
- Échangeur entre  GC-3 et  GC-4 (Tarifa)
- 1 Zone industrielle d'Hoya Parral - Zone industrielle de Marfea (sens GC-1 - Tenoya)
- 1 Mercalaspalmas - Marzagan - Jinámar (sens Tenoya - GC-1)
- Échangeur entre  GC-3 et  GC-1